# Evaristo Fernández de San Miguel
Evaristo Fernández de San Miguel y Valledor (Gijón, 26 de octubre de 1785-Madrid, 29 de mayo de 1862) fue un noble, militar, político, senador por la provincia de Pontevedra (1843), senador vitalicio (1851-1862) e historiador español, duque de San Miguel.

## Biografía
Su padre, José Benito Fernández San Miguel, se trasladó a Gijón como empleado de la Real Renta de Salinas. Tuvo un hermano llamado Santos Fernández de San Miguel.
Estudiante de Humanidades en la Universidad de Oviedo, se integró en las unidades de voluntarios con el estallido de la guerra de la Independencia integrándose en el Batallón de Voluntarios del Estado en Madrid en 1807. Huyó de la capital al iniciarse la guerra dirigiéndose a Asturias donde ingresó en el Batallón Covadonga integrado en el Regimiento Infiesto. Sus acciones militares en la zona serán decisivas en el intento de liberación de Santander. Se mostró como hombre fuerte, leal y, en ocasiones, duro con el enemigo. Sin embargo en las acciones para la aproximación a la capital cántabra, los franceses desbarataron las columnas españolas, siendo hecho prisionero y trasladado a Francia. Allí tomó contacto con muchos de los militares liberales que serían decisivos en el devenir de la historia de España años más tarde.
Tras su liberación y regreso a España en 1814 con la firma de la paz, participó en los movimientos opuestos a la restauración absolutista de Fernando VII, por lo que fue arrestado cuando formaba parte del Regimiento Asturias que, cerca de Cádiz, se aprestaba a viajar a América en defensa de las colonias. No obstante, llevado a la isla de León, las circunstancias permiten su liberación y es nombrado segundo jefe de Estado Mayor, siendo uno de los primeros hombres que se une el 1 de enero de 1820 al alzamiento de Rafael del Riego, dirigiéndose con él desde San Fernando hacia la capital de España. En este momento es ascendido a coronel. Aunque es discutido, parece haber sido el autor de la letra del Himno de Riego.
Tras jurar Fernando VII la Constitución liberal de Cádiz, se trasladó a Madrid, donde fue nombrado para ocupar diversos puestos en torno al Ministerio de la Guerra. Los movimientos contrarrevolucionarios de Fernando VII se hacen más patentes en Madrid que en otros lugares. San Miguel tiene, entre sus obligaciones, estar a cargo del Batallón de Patriotas y, por ende, de la Milicia Nacional en la ciudad. En julio de 1822 se ve obligado a usar la fuerza contra las unidades de la Guardia Real que intentaban tomar la capital. En este tiempo fue miembro del Gabinete como Secretario del Despacho de Estado, con rango equivalente a ministro de Asuntos Exteriores desde el 5 de agosto de 1822 al 2 de marzo de 1823 en que lo sustituye Álvaro Flórez Estrada, debiendo enfrentarse durante su ministerio a las acciones de las potencias extranjeras unidas en la Santa Alianza en favor del absolutismo. Con la llegada de los Cien Mil Hijos de San Luis, junto con Espoz y Mina, combate en Cataluña pero es gravemente herido, hecho prisionero y trasladado al país galo.
Liberado en 1824, durante la Década Ominosa no pudo volver a España y se exilió en Londres. Regresó en 1834 con la amnistía general, uniéndose inmediatamente a la causa de María Cristina de Borbón en defensa de la legitimidad de Isabel II en el enfrentamiento con el infante don Carlos por la Corona española. Se unió así al ejército cristino durante la primera guerra Carlista donde llegó a ascender hasta mariscal de campo, destacando su participación en la batalla de Mendigorría —por la que obtuvo la Cruz Laureada de San Fernando—. Llegó a ser nombrado general en jefe de los Ejércitos del Centro.
Al finalizar la guerra carlista fue nombrado capitán general provisional de Aragón y apoyó de forma explícita los movimientos revolucionarios de 1836 que desencadenaron el motín de la Granja de San Ildefonso para el restablecimiento de la Constitución gaditana de 1812 en perjuicio del Estatuto Real de 1834.
Fue elegido diputado en las Cortes que aprobaron la Constitución de 1837. Fue ministro de la Guerra durante la regencia de Baldomero Espartero, siendo presidente del Consejo de Ministros Eusebio Bardají Azara.
Del 16 de junio de 1836 al 21 de agosto de 1836 fue jefe político superior de la provincia de Zaragoza. Fue presidente de la Junta Superior de Gobierno de Aragón.
De 1836 a 1850 fue elegido diputado sucesivamente por Oviedo, Zaragoza y Madrid. En 1851 fue elegido senador vitalicio aunque no regresó a la actividad política efectiva hasta la llegada del Bienio Progresista en 1854, de nuevo con Espartero y O'Donnell, siendo partícipe activo de los movimientos revolucionarios de la Junta de Madrid, capitán general de Castilla La Nueva y comandante general del Real Cuerpo de Alabarderos. El recuerdo de su actuación al frente de la Milicia Nacional en 1822 en defensa de Madrid le llevaron a ser apodado por sus conciudadanos Ángel de la Paz.
Además de la Laureada de San Fernando, fue caballero gran cruz de la Orden de Carlos III y caballero de la Orden de San Hermenegildo. Fue también académico de honor desde 1836 de la Real Academia de Nobles y Bellas Artes de San Luis.